# Jodenbuurt
Le Jodenbuurt (« quartier juif » en néerlandais) désigne un quartier de l'arrondissement de Centrum de la ville d'Amsterdam, aux Pays-Bas. Avant la Seconde Guerre mondiale, au cours de laquelle la majorité de la population de la ville a été déportée et exterminée, le quartier regroupait la majeure partie de la communauté juive de la ville. Plus de la moitié des Juifs des Pays-Bas habitaient alors à Amsterdam, environ 80.000, et la plupart d'entre eux dans le Jodenbuurt. Historiquement, les principales artères situées au cœur du quartier juif d'Amsterdam sont Sint Antoniesbreestraat, Jodenbreestraat, Uilenburg, Waterlooplein, Rapenburg, ainsi que le Herengracht. Par la suite, le quartier connut une importante expansion vers Nieuwmarkt, le Plantage, et la Weesperzijde.
Le quartier abrite aujourd'hui toujours plusieurs bâtiments historiques liés à la religion juive comme le musée historique juif, le Hollandsche Schouwburg ou encore la synagogue portugaise. Le musée de la maison de Rembrandt y est également situé.